# El Calvario, Santiago Matatlán
El Calvario är en ort i Mexiko.   Den ligger i kommunen Santiago Matatlán och delstaten Oaxaca, i den sydöstra delen av landet, 400 km sydost om huvudstaden Mexico City. El Calvario ligger 1 963 meter över havet och antalet invånare är 105.
Terrängen runt El Calvario är kuperad åt sydost, men åt nordväst är den bergig. Runt El Calvario är det mycket glesbefolkat, med 3 invånare per kvadratkilometer. Närmaste större samhälle är Tlacolula de Matamoros, 13,1 km norr om El Calvario. Trakten runt El Calvario består i huvudsak av gräsmarker.